# دهستان گلزار
دهستانشیرینک روستای چهارطاقیکی از دهستان‌های بخش گلزار شهرستان بردسیر استان کرمان ایران است.